# John Boye Rasmussen
John Boye Rasmussen (født 11. juli 1982 i Måbjerg) er en dansk håndboldspiller, der spillede som målmand for i Håndboldligaen.
Han har spillet 2 kampe for det danske landshold, begge i juni 2003.
Han har tidligere spillet for Skanderborg Håndbold, Team Tvis Holstebro, Viborg HK, SønderjyskE Håndbold, AaB Håndbold, HC-Fyn og TMS Ringsted.
I 2008 skiftede han fra AaB til SønderjyskE, der lige var rykket op. I 2011 skiftede han til HC Fyn i første division. Da klubben gik nedenom og hjem et år senere, forlod han klubben. Han kom derefter til Skanderborg Håndbold, hvor han spillede en enkelt sæson.
I sæsonen 2013-2014 spillede han for TMS Ringsted som måtte rykke ud af håndboldligaen.

## Eksterne links
- Spillerinfo Arkiveret 3. september 2011 hos  Wayback Machine